# Darina Takova
Darina Takova (Sofia, 27 de desembre de 1963) és una soprano búlgara. El 2007 crea la Fundació Darina Takova per la promoció i ajuda als nous talents de la lírica.

## Discografia
| Opera               | Rol      | Director           | Cast | Any  | Tipus |
| ------------------- | -------- | ------------------ | --- | ---- | ----- |
| La Traviata         | Violetta | Carlo Rizzi        | Darina Takova, Maya Dashuk, Giuseppe Sabbatini, Vittorio Vitelli                                                                          | 2001 | DVD   |
| Tancredi            | Amenaide | Riccardo Frizza    | Darina Takova, Daniela Barcellona, Marco Spotti, Giuseppe Filianoti, Nicola Marchesini, Laura Polverelli, Raúl Giménez, Simoni Alberghini | 2005 | DVD   |
| Luisa Miller        | Luisa    | Maurizio Benini    | Darina Takova, Giuseppe Sabbatini, Arutjun Kotchinian, Ursula Ferri                                                                       | 2006 | DVD   |
| Torvaldo e Dorliska | Dorliska | Victor Pablo Pérez | Darina Takova, Michele Pertusi, Francesco Meli, Jeannette Fischer                                                                         | 2006 | DVD   |